# Sonate K. 352
La sonate K. 352 (F.300/L.S.13) en ré majeur est une œuvre pour clavier du compositeur italien Domenico Scarlatti.

## Présentation
La sonate K. 352, en ré majeur, notée Allegro, forme un couple avec la sonate suivante, toutes deux d'une grande pureté de forme et au texte transparent, similaires à la sonate K. 334, qui les précède dans le manuscrit de Parme.

## Manuscrits
Le manuscrit principal est le numéro 27 du volume VII (Ms. 9778) de Venise (1754), copié pour Maria Barbara ; l'autre est Parme IX 3 (Ms. A. G. 31414).

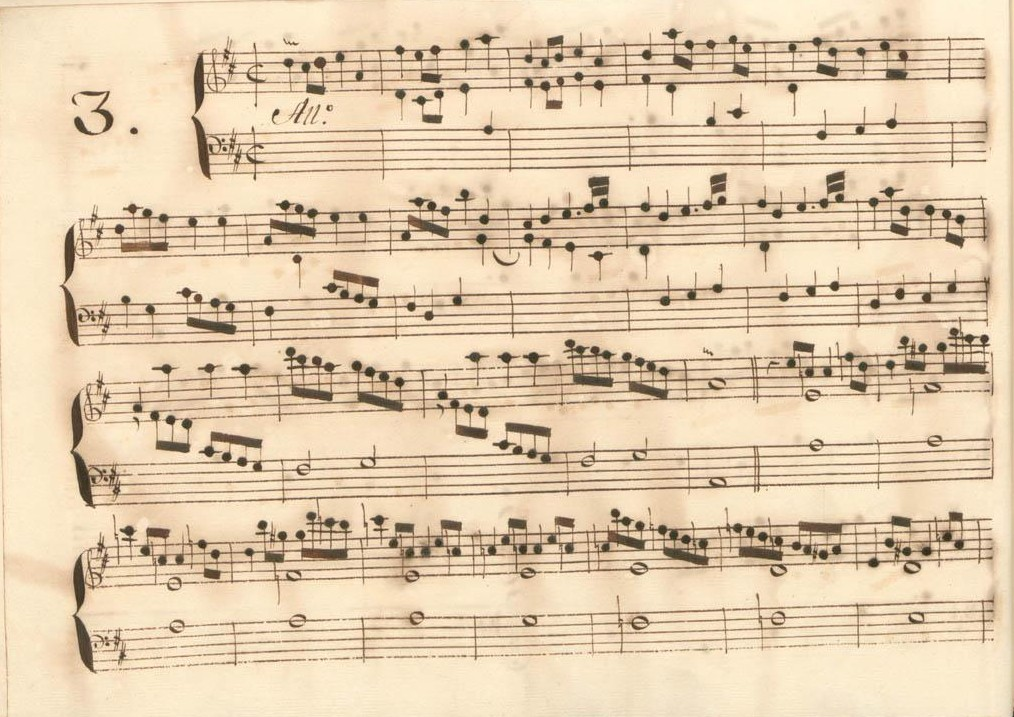
Parme IX 3.
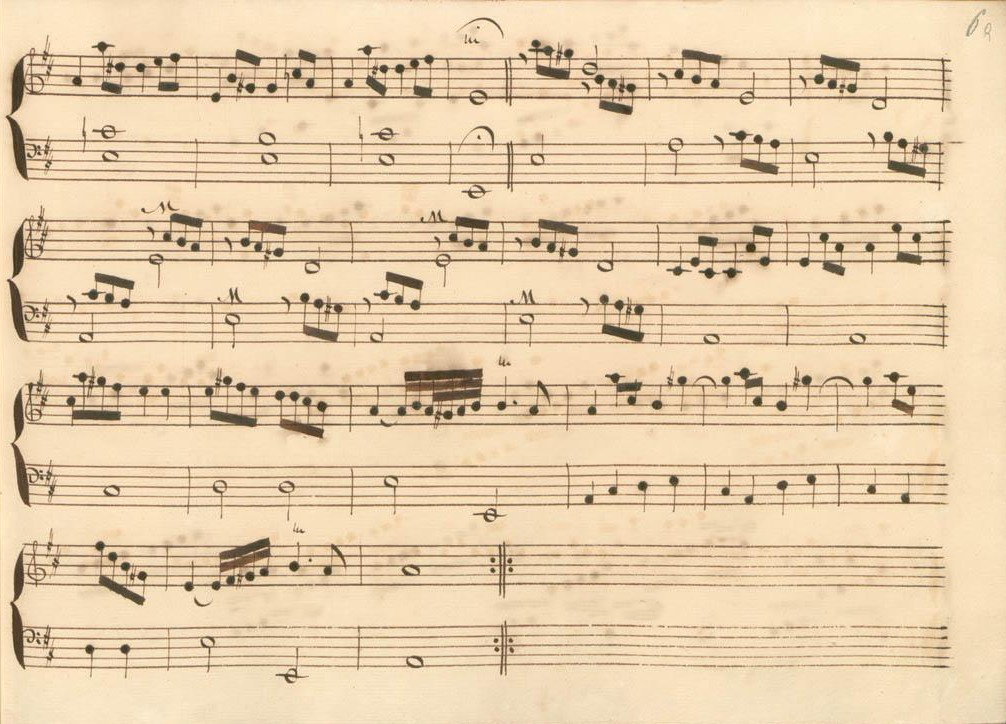
Parme IX 3 (fin de la première section).
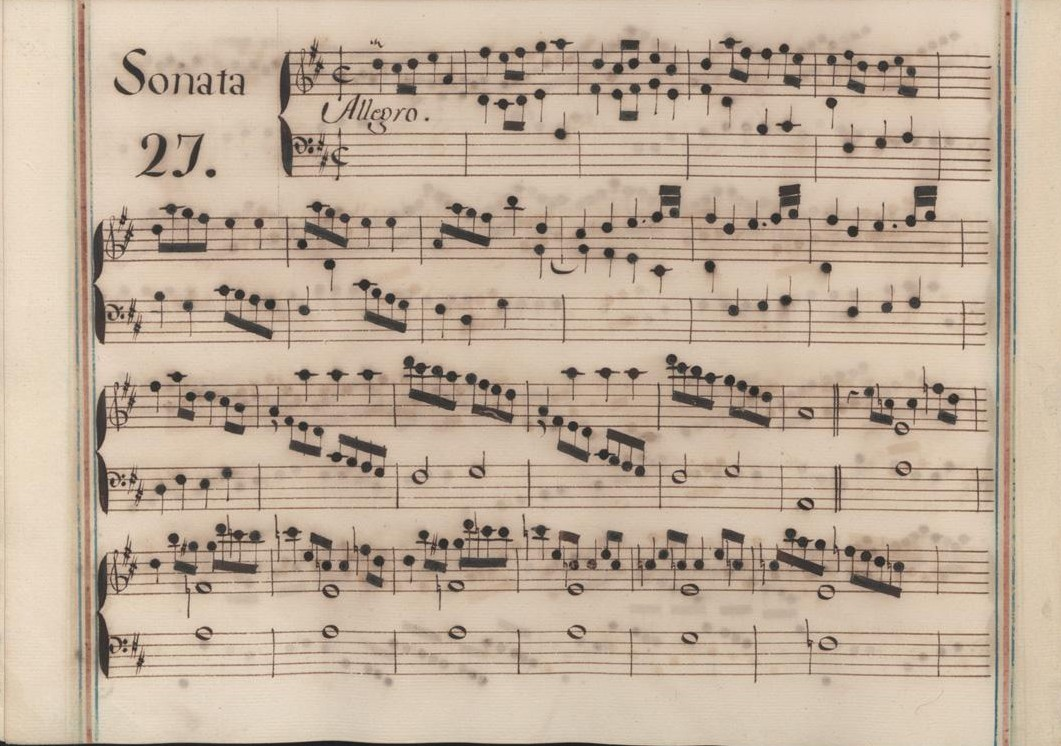
Venise VII 27.
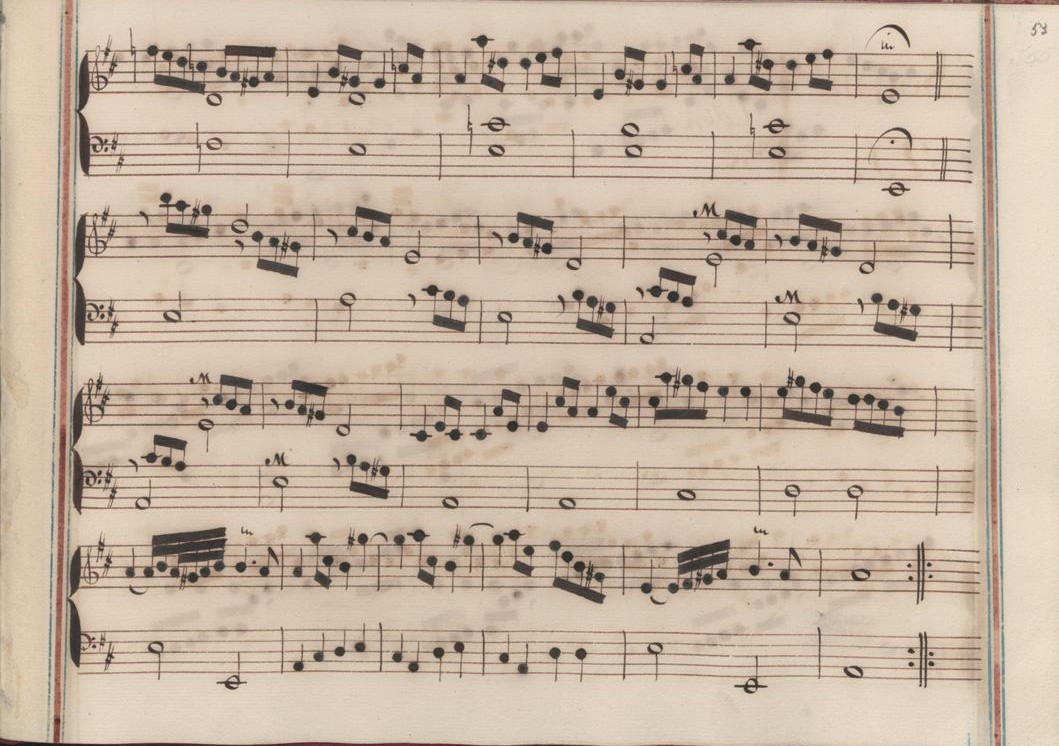
Venise VII 27 (fin de la première section).
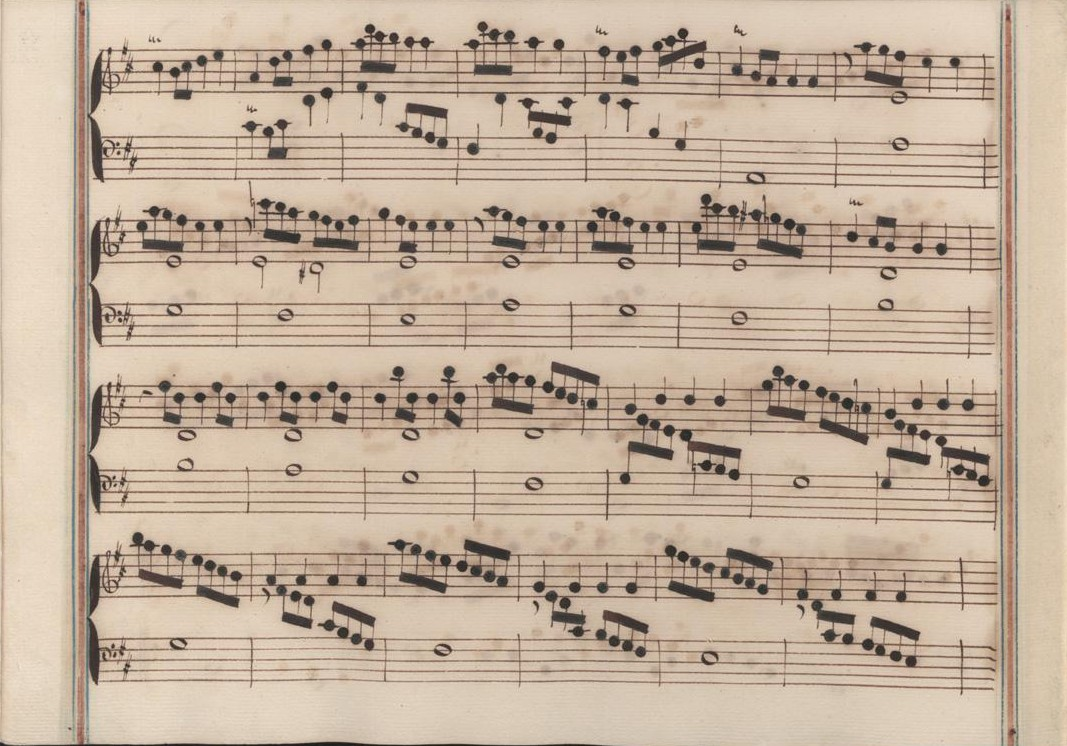
Venise VII 27 (début de la seconde section).
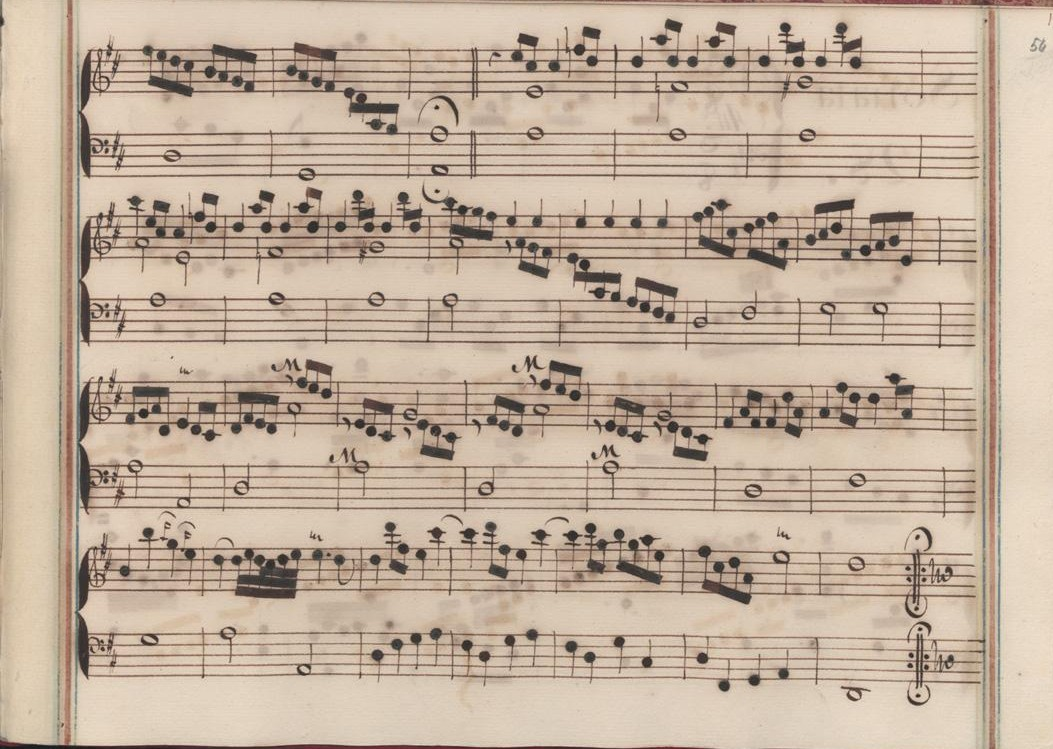
Venise VII 27 (fin de la sonate).

## Interprètes
La sonate K. 352 est défendue au piano, notamment par Carlo Grante (2013, Music & Arts, vol. 4) et Eylam Keshet (2016, Naxos, vol. 22) ; au clavecin, elle est jouée par Scott Ross (1985, Erato), Richard Lester (2003, Nimbus, vol. 3) et Pieter-Jan Belder (Brilliant Classics, vol. 8).

## Sources
: document utilisé comme source pour la rédaction de cet article.
- Ralph Kirkpatrick (trad. de l'anglais par Dennis Collins), Domenico Scarlatti, Paris, Lattès, coll. « Musique et Musiciens », 1982 (1re éd. 1953 (en)), 493 p. (ISBN 978-2-7096-0118-4, OCLC 954954205, BNF 34689181).
- Alain de Chambure, « Domenico Scarlatti, Intégrale des sonates — Scott Ross », Erato/Éditions Costallat (2564-62092-2 (livret : 2292-45309-2)), 1985 (OCLC 891183737) .
- (en) Carlo Grante, « Domenico Scarlatti, intégrale des sonates pour clavier (vol. 4) », Music & Arts (CD-1293), 2016 (OCLC 1020680576) .